# Gregorijanski koledar
Gregorijanski, tudi krščanski koledar ali zahodni koledar, je sončni koledar, ki ga trenutno uporabljajo skoraj po vsem svetu. Nasledil je julijanski koledar, od katerega se razlikuje po metodi določanja prestopnih let. Po julijanskem koledarju je prestopno vsako leto, deljivo s 4, po gregorijanskem pa so iz tega pravila izvzeta leta, deljiva s 100, razen tistih, ki so hkrati deljiva tudi s 400. Tako je bilo denimo 2000 prestopno leto, 1900 pa ne, čeprav sta obe deljivi s 4 in torej po julijanskem koledarju obe prestopni.
Dolžina srednjega leta v julijanskem koledarju je bila prevelika, kar je povzročalo, da je pomladno enakonočje nastopalo vse kasneje v koledarskem letu. Zaradi tega so nastopile težave z določanjem praznovanja Velike noči. Koledar je po neuspešnih prejšnjih poskusih na prošnjo papeža Gregorja XIII. (papež 1572–1585) kot predelavo julijanskega koledarja pripravila posebna komisija na podlagi predloga neapeljskega zdravnika, astronoma in fizika Luigija Lilia in njegovega brata Antonia. Papež, po katerem se koledar tudi imenuje, je reformo koledarja razglasil 24. februarja 1582 z bulo Inter gravissimas in to v vili Mondragone v Frascatiju blizu Rima, o čemer priča vgrajena plošča. Odvečne dneve, ki so se nakopičili zaradi napake julijanskega koledarja, so nadomestili s preskokom dni ob uvedbi koledarja.

## Uvedba
Način, na katerega je bil koledar uveden, je zavezoval samo Rimskokatoliško cerkev in ozemlja pod neposredno oblastjo papeža (Papeške države). V ostalih državah so morale prenovo sprejeti posvetne oblasti, kar se je dogajalo šele postopoma. Druge krščanske cerkve ga niso prevzele, zato je nastala razlika v praznovanju velike noči.
Gregorijanski koledar so na datum, opredeljen v buli, uvedli v katoliških Španiji, na Portugalskem, v Republiki obeh narodov in večini severne Italije, čemur so kmalu sledile še druge katoliške države. Mesec oktober leta 1582 so 'skrajšali' za 10 dni. 4. oktobru leta 1582 je tako sledil 15. oktober leta 1582 in deset manjkajočih dni se ni štelo v izračun dni vrnitve dolgov in podobnih izračunov. V Avstrijskem cesarstvu - torej tudi v Sloveniji brez Prekmurja - je bil koledar uveden leta 1584. Preskočili so s 7. na 16. januar. Na Ogrskem (s Prekmurjem) je bil gregorijanski koledar uveljavljen leta 1587.
Pozneje so koledar sprejele tudi protestantske (VB, 1752) ter nekatere neevropske države (Japonska, 1873) in nazadnje pravoslavne dežele (Rusija, 1918, Srbija z Makedonijo in Črno goro, 1919, Grčija šele 1923). Med razlogi za prehod so bili ekonomski, saj je poenotenje datumov olajšalo trgovanje.

## Natančnost
Gregorijanski koledar izboljša približek z izpustitvijo 3 julijanskih prestopnih dni v vsakem 400. letu kjer je povprečna dolžina leta 365,2425 srednjih Sončevih dni z napako okoli 1. dneva vsakih 3300 let glede na srednje tropsko leto in manj kot polovično napako glede na tropsko leto pomladnega enakonočja 365,2424 dni.
Astronomsko gledano, gregorijanski koledar ni bila najboljša izbira (kar je na primer vedel Nikolaj Kopernik), tedaj pa je obstajalo že nekaj koledarjev, ki so bili še natančnejši - na primer Hajamov Sončev koledar. Že julija leta 1475 se je Regiomontan odzval vabilu papeža Siksta IV. (papež 1471-1484) in odšel v Rim, da bi pomagal pri spremembi obstoječega julijanskega koledarja, a je leto zatem umrl, ko je bil na vrhu svoje ustvarjalnosti.